# 15.º distrito electoral de Chile
El decimoquinto distrito electoral de Chile es un distrito electoral ubicado en la Región del Libertador General Bernardo O'Higgins que elige cinco diputados para la Cámara de Diputados de Chile. Fue creado en 2018 a partir de los antiguos trigesimosegundo y trigesimotercero distritos. Según el censo de 2017, posee 540 700 habitantes.

## Composición
El distrito está compuesto por las siguientes comunas:
| - Codegua - Coinco - Coltauco - Doñihue - Graneros - Machalí - Malloa | - Mostazal - Olivar - Quinta de Tilcoco - Rancagua - Rengo - Requínoa |  |

## Representación
| 3 | 1 | 1 |

| 2 | 2 | 1 |

### Diputados
| Pactos y partidos políticos                                                                                      |
| --- |
| Chile Vamos La Fuerza de la Mayoría Convergencia Democrática Chile Podemos + Nuevo Pacto Social Apruebo Dignidad |

| Periodo | Diputado | Diputado               | Diputado | Diputado                | Diputado            | Diputado | Diputado | Diputado                 | Diputado            | Diputado | Diputado                  | Diputado | Diputado                        | Diputado           | Diputado | Mandato                                 |
| ------- | -------- | ---------------------- | -------- | ----------------------- | ------------------- | -------- | -------- | ------------------------ | ------------------- | -------- | ------------------------- | -------- | ------------------------------- | ------------------ | -------- | --------------------------------------- |
| LV      |          | Issa Kort Garriga      |          |                         | Javier Macaya Danús |          |          | Diego Schalper Sepúlveda |                     |          | Juan Luis Castro González |          |                                 | Raúl Soto Mardones |          | 11 de marzo de 2018-11 de marzo de 2022 |
| LVI     |          | Natalia Romero Talguia |          | Marcela Riquelme Aliaga |                     |          |          | Diego Schalper Sepúlveda | Marta González Olea |          |                           |          | 11 de marzo de 2022-En el cargo | Raúl Soto Mardones |          |                                         |